# Eunephrops
Eunephrops ist eine meeresbewohnende Gattung der Zehnfußkrebse (Decapoda) aus der Familie der Hummerartigen (Nephropidae). Sie umfasst vier Arten, die alle in der Karibik verbreitet sind.

## Beschreibung
Das Rostrum besitzt bei Eunephrops seitliche und bauchseitig, jedoch keine rückenseitigen Dornen. Der Carapax ist unregelmäßig zerstreut mit kleinen Knötchen versehen. Bei kleineren Individuen kann der Carapax leicht behaart sein, der von größeren ist unbehaart.
Die Somite des Abdomens besitzen jeweils rückenseitig eine mehr oder weniger stark ausgeprägte, quer verlaufende Vertiefung, die mittig unterbrochen ist. Das Pleuron des zweiten Somits überlappt sowohl das des ersten als auch das des dritten. Das Telson ist etwa viereckig, die seitlichen Kanten weisen eine unregelmäßige Verzahnung auf.
Die großen Scheren am ersten Schreitbeinpaar sind in Größe und Form gleich. Ischium bis Dactylus besitzen mit Spitzen versehene Grate. Am zweiten und dritten Beinpaar befinden sich sehr kleine Scheren. Die Schreitbeinpaare zwei bis fünf können leicht behaart sein.
Bei Männchen ist das erste Paar der Schwimmbeine verhärtet, das der Weibchen ist sehr dünn und beweglich. Das "Appendix masculina", eine Art klammerartiger Anhang bei Männchen am zweiten Schwimmbeinpaar, ist eher länglich. Sowohl bei Männchen, als auch bei Weibchen fehlen die "Appendices internae".
Die Uropoden sind relativ breit, die Exopodite haben eine vollständige Diaeresis, eine quer verlaufende Vertiefung.
Eunephrops-Arten erreichen Carapaxlängen von 4 cm bis 14 cm sowie eine Gesamtkörperlänge von bis zu 30 cm.

## Verbreitung und Lebensraum
Die Arten von Eunephrops sind im westlichen Atlantik, in der Karibischen See heimisch und in Meerestiefen von 230 m bis 824 m zu finden. Das besiedelte Substrat ist vor allem Schlamm oder auch Korallenschotter.

## Systematik  und Taxonomie
Die Gattung Eunephrops besteht aus folgenden Arten:
- Eunephrops bairdii Smith, 1885
- Eunephrops cadenasi Chace, 1939
- Eunephrops luckhursti Manning, 1997
- Eunephrops manningi Holthuis, 1974

Morphologische Unterschiede der Arten sind v. a. Vorhandensein und Ausprägung von Graten und Vertiefungen auf Carapax und Abdomen, sowie die Präsenz von bestimmten, rückenseitigen Stacheln auf dem Carapax (submedian postcervical spines).
Sidney Irving Smith beschrieb die Gattung anhand eines Weibchens von Eunephrops bairdii, das im Golf von Darién aus einer Tiefe von 155 Faden (entspricht ca. 280 m) stammte.
Eunephrops ist innerhalb der Hummerartigen mit den Gattungen Nephropides und Thymopides näher verwandt. Zusammen mit Homarus, Metanephrops und Nephrops wurde Eunephrops in die Unterfamilie der Nephropinae Dana, 1852 gestellt. Die Unterteilung der Hummerartigen in Unterfamilien ist allerdings nicht mehr gebräuchlich.